# Воячек, Рафал

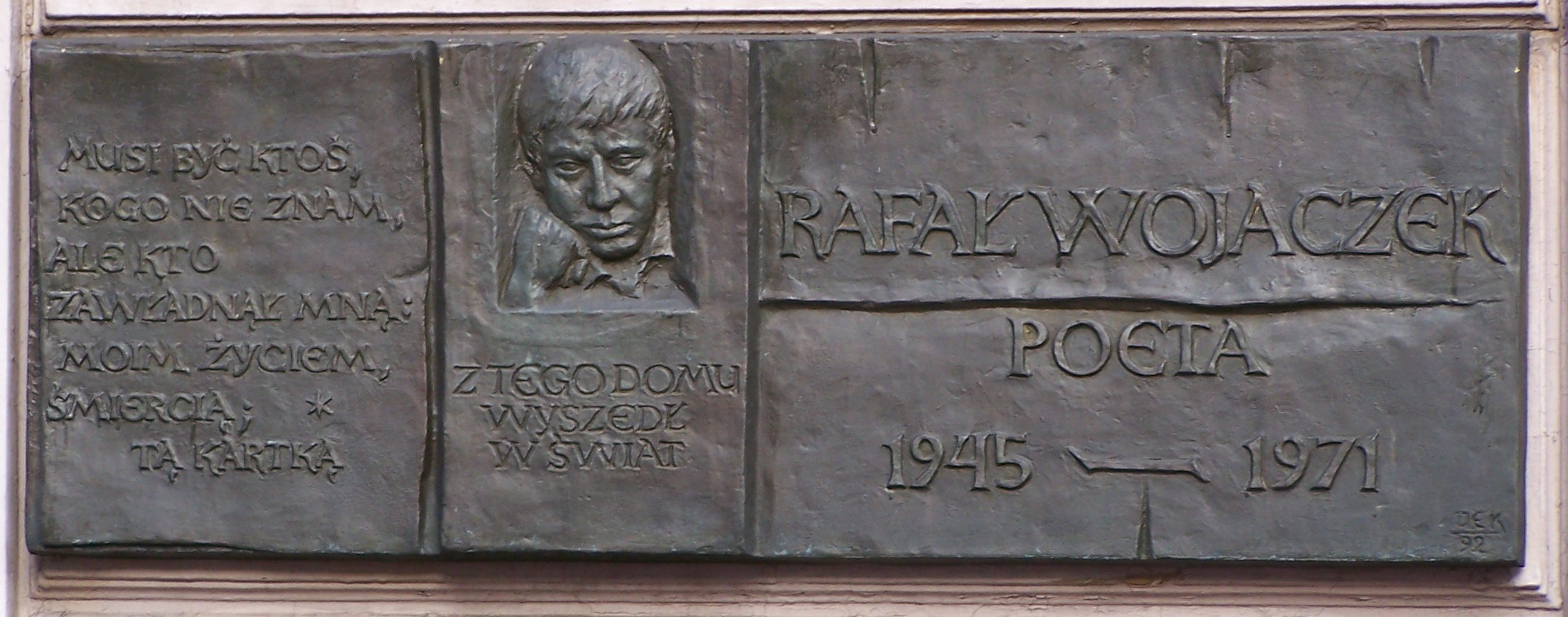
Мемориальная доска

Рафал Миколай Воячек (пол. Rafał Mikołaj Wojaczek; 6 или 7 декабря 1945, Миколув — 10 мая 1971, Вроцлав) — польский поэт.
Образцовый «проклятый» поэт, один из наиболее интригующих и таинственных польских поэтов XX в.: алкоголик, провокатор, лечившийся у психиатра скандалист, со школьных лет совершавший попытки самоубийства.

## Биография
Дебютировал как поэт в 1965 году. Первый сборник (1969) был очень хорошо принят критиками. Затем его жизнь сопровождалась алкоголизмом и депрессией. Лечился в психиатрической больнице.
Покончил с собой в 1971 году, отравившись. До этого также предпринимал попытки самоубийства: пытался повеситься и выпрыгивал из окна третьего этажа.
Его брат — актёр Анджей Воячек.

## Посмертная судьба
О нём снят фильм «Воячек» (1999), главную роль исполнил поэт Кшиштоф Сивчик. Фильм завоевал несколько премий в Польше и Словакии, Кшиштоф Сивчик был номинирован на Европейскую кинопремию.

## Творчество
Он оставил тексты исключительной экспрессивности и суггестивности. Соединяя пронзительную чистоту видения с поистине экспрессионистской очарованностью безобразием и смертью, выражал процесс распада личности и неумение приспосабливаться к нормам мира. Эта поэзия несет с собой одетые в искусные художественные образы испуга, снов, предчувствий брутальные проникновения в человеческую сексуальность и физиологию, но прежде всего – разорванность психики на два нетождественных «я»: одно – бродяги и люмпена, другое – денди, ироничное по отношению к первому. При его жизни и сразу после смерти замечали, главным образом, антиэстетизм и антитрадиционализм этой лирики, ныне обращают внимание на ее сложную внутреннюю красоту, глубокие связи с поэтической традицией (Мицкевич, Норвид, Рембо), но прежде всего – печать внутренних метаний, болезненной дезинтеграции и борьбы с собственной телесностью. Культовый поэт для большинства молодых, мятежно настроенных поляков.

## Сборники

### Прижизненные
- Sezon (1969)
- Inna bajka (1970)

### Посмертные
- Którego nie było (1972)
- Nie skończona krucjata (1972)
- Utwory zebrane (1976)
- Poezje wybrane (1983)
- List do nieznanego poety (1985)
- Reszta krwi (1999)
- Wiersze (1999)
- Chodzę i pytam (2002)
- Wiersze zebrane (2005)
- Nie te czasy. Utwory nieznane (2016)

## Публикации на русском языке
- Письмо к неизвестному поэту/ Пер. Н.Астафьевой// Наталья Астафьева, Владимир Британишский. Польские поэты XX века. Антология. Т.2. СПб: Алетейя, 2000, с.391-392
- In tödlicher Not: ausgewählte Gedichte, перевод и послесловие Гергора Симонидеса и Тобиаса Ресслера, Aachen: издательство Rimbaud, 2000
- Мёртвы сэзон, перевод: Вальжины Морт (двуязычное издание), Белорусская издательская программа (Коллегиум восточной Европы им. Яна Новака-Ежераньского), 2006
- Незакінчений хрестовий похід. Перевод Мирека Боднара, украинское издательство П'яний корабель, 2016
- Рафал Воячек. СПб.: Тэслит, 2021. Перевод с польского Шамиля Диди